# 密疣菝葜
密疣菝葜（学名：Smilax chapaensis），为百合科菝葜属下的一个种。

## 扩展阅读
維基物種上的相關：密疣菝葜